# Siloam Springs
La ville de Siloam Springs est située dans le comté de Benton, dans l’État de l’Arkansas, aux États-Unis. Lors du recensement de 2010, sa population s’élevait à 15 039 habitants.

## Démographie
| 1880 | 1890 | 1900  | 1910  | 1920  | 1930  |
| ---- | ---- | ----- | ----- | ----- | ----- |
| 95   | 821  | 1 748 | 2 405 | 2 569 | 2 378 |

| 1940  | 1950  | 1960  | 1970  | 1980  | 1990  |
| ----- | ----- | ----- | ----- | ----- | ----- |
| 2 764 | 3 270 | 3 953 | 6 009 | 7 940 | 8 151 |

| 2000   | 2010   | - | - | - | - |
| ------ | ------ | - | - | - | - |
| 10 843 | 15 039 | - | - | - | - |